# Farstamannen
Farstamannen var en våldtäktsman som härjade i Farstaområdet i södra Stockholm under 1991. 14 kvinnor överfölls i Stockholms södra förorter under de dryga tre månader mannen härjade som värst, varav fyra var fullbordade våldtäkter. Under senhösten upphörde övergreppen tvärt, och polisen lade slutligen ned utredningen eftersom ingen kunde bindas till brotten. DNA-prov visade senare att det inte handlade om en utan två män.